# Shing-Tung Yau
Shing-Tung Yau (chiń. 丘成桐; pinyin Qiū Chéngtóng; ur. 4 kwietnia 1949 w Shantou w Chinach) – chińsko-amerykański matematyk, laureat Medalu Fieldsa z 1982 roku. Zajmuje się przede wszystkim geometrią różniczkową, równaniami różniczkowymi cząstkowymi i fizyką matematyczną, m.in. ogólną teorią względności Einsteina. Niekiedy nazywany jest cesarzem matematyki.

## Życiorys
Shing-Tung Yau urodził się w Shantou w południowych Chinach; był piątym z ośmiu synów Chen Ying Chiou i Yeuk-Lam Leung Chiou. Jego ojciec z zawodu był ekonomistą i filozofem. W 1968 zarobił na studia licencjackie. Rozpoczął naukę na Uniwersytecie Kalifornijskim w Berkeley i w 1971 uzyskał doktorat z matematyki. W 1972 został mianowany profesorem na Uniwersytecie Stanu Nowy Jork. Później przez wiele lat pracował na Uniwersytecie Harvarda, gdzie od 2022 jest emerytowanym profesorem. Obecnie jest dyrektorem Yau Mathematical Sciences Center na Uniwersytecie Tsinghua.
Wypromował ponad 70 doktorów, jego uczniami są m.in. laureat Nagrody Wolfa Richard Schoen i nagrodzony Oswald Veblen Prize in Geometry Tian Gang.
O jego życiu i karierze przeczytać można w książce The Shape of a Life.

## Nagrody
W 1978 wygłosił wykład plenarny na Międzynarodowym Kongresie Matematyków. Był też jednym z głównych prelegentów na innych ważnych konferencjach, np. w 2019 na Dynamics, Equations and Applications (DEA 2019).
Wielokrotnie nagradzany. W 1982 został uhonorowany Medalem Fieldsa za prace z dziedziny geometrii różniczkowej, mające znaczenie dla rozwoju astronomii i fizyki teoretycznej. Jest też laureatem m.in. Oswald Veblen Prize in Geometry (1981), Nagrody Crafoorda (1994), Nagrody Wolfa (2010) i Nagrody Shawa (2023).